# Helmvanga
Der Helmvanga (Euryceros prevostii) ist ein Sperlingsvogel in der Familie der Vangawürger (Vangidae).
Das Artepitheton bezieht sich auf den französischen Künstler und Ornithologen Alphonse Prévost.

## Merkmale

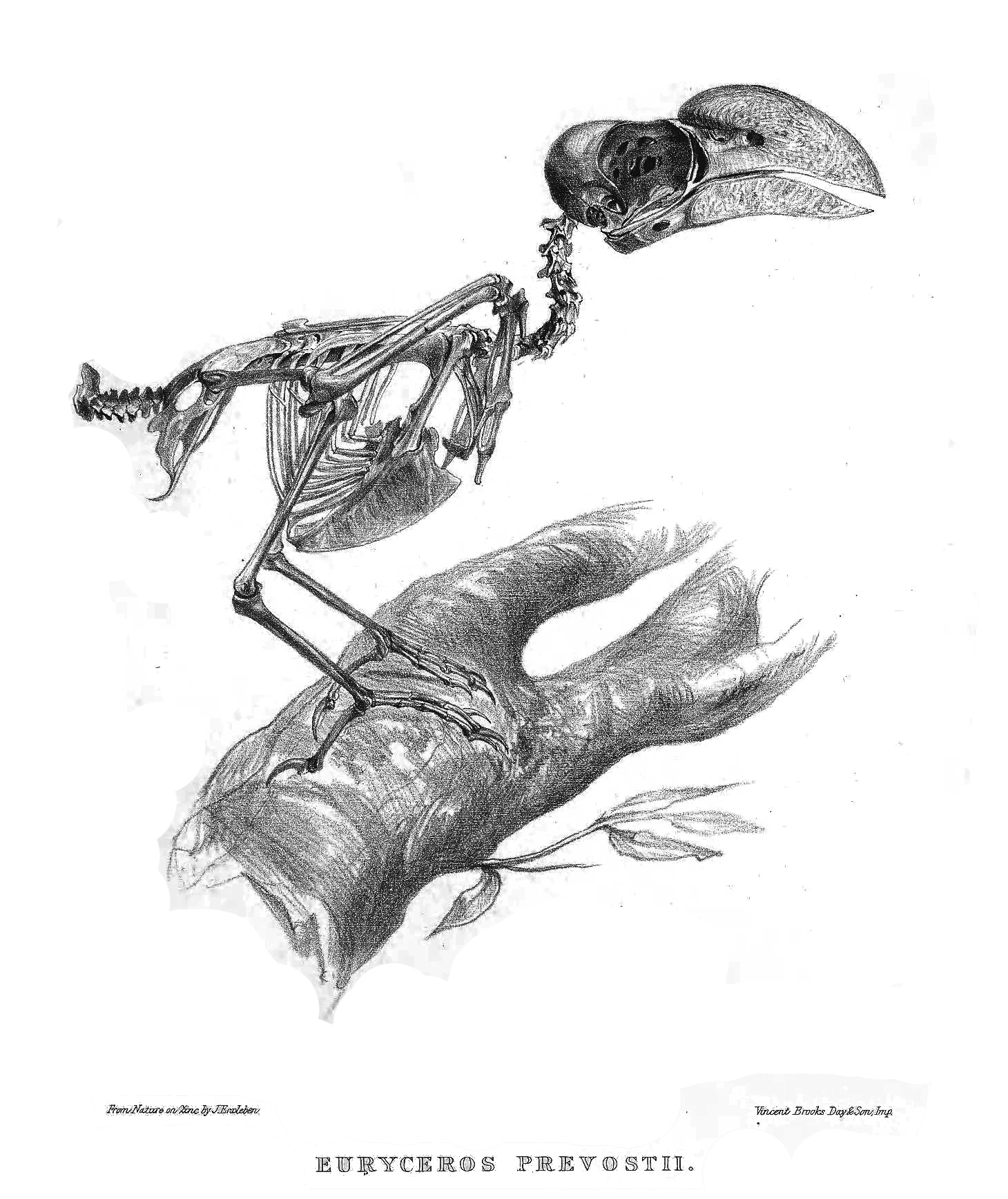
Skelett eines Helmvangas

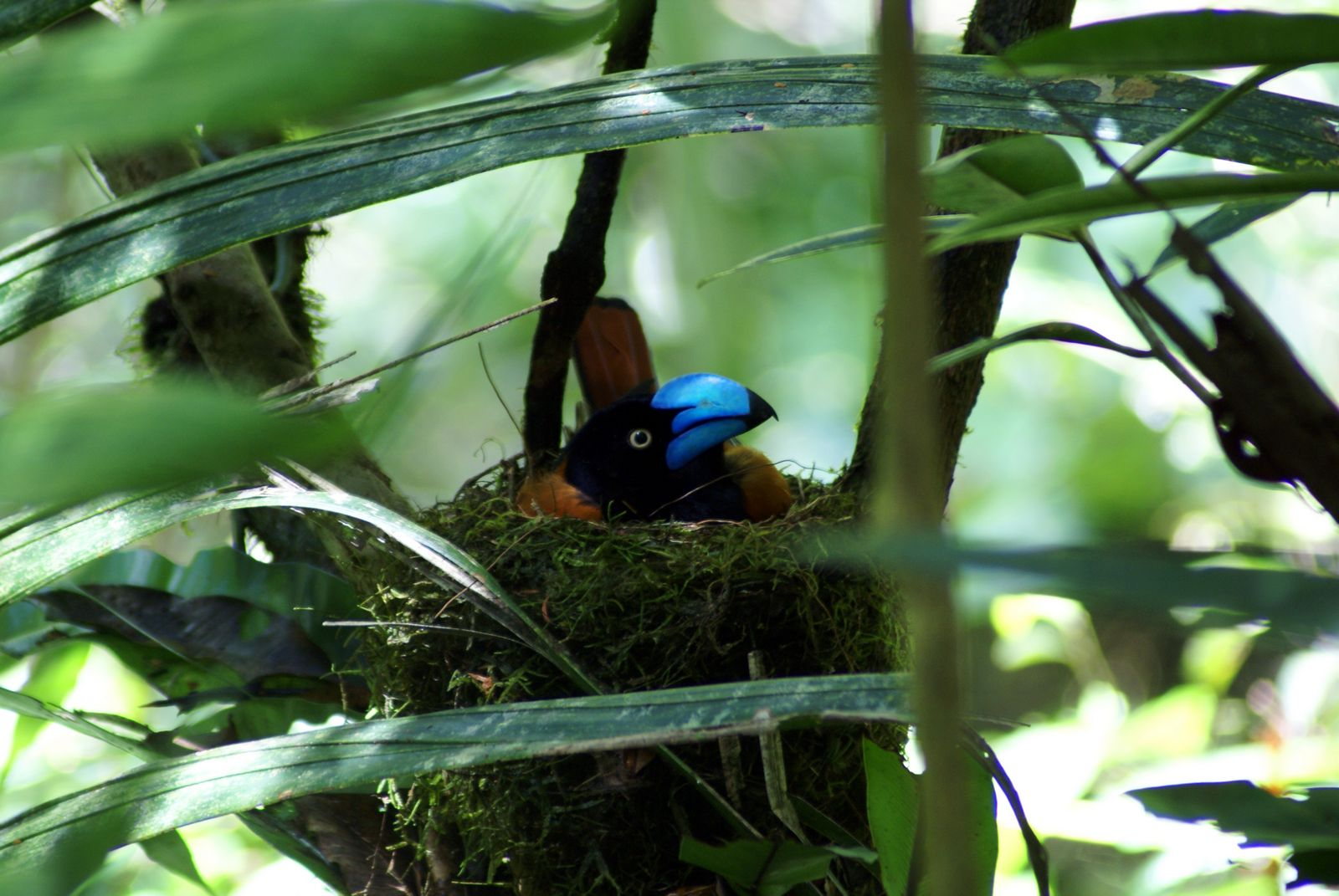
Helmvanga auf seinem Nest mit gut sichtbarem massiven Schnabel

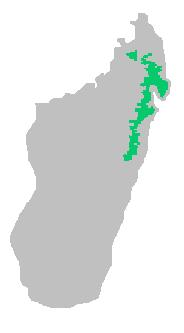
Verbreitungsgebiet

Der Helmvanga ist ein eindrucksvoller 28–31 cm großer, 84–114 g schwerer Vanga mit einem mächtigen blauen Schnabel (ca. 50 mm lang, 30 mm dick) mit schwarzer Spitze, Jungvögel haben einen dunkelgrauen Schnabel mit heller Spitze. Auffällig ist ein ziemlich langer und breiter Schwanz. Das Männchen ist überwiegend schwarz mit braunem Rücken und brauner Schwanzoberseite, das Weibchen mehr bräunlich.

## Verhalten
Man sieht den Helmvanga oft in gemischten Schwärmen „Mixed Flocks“ zusammen mit anderen Vangas. Er ernährt sich von Insekten und kleinen Wirbeltieren auf Blättern und am Boden.

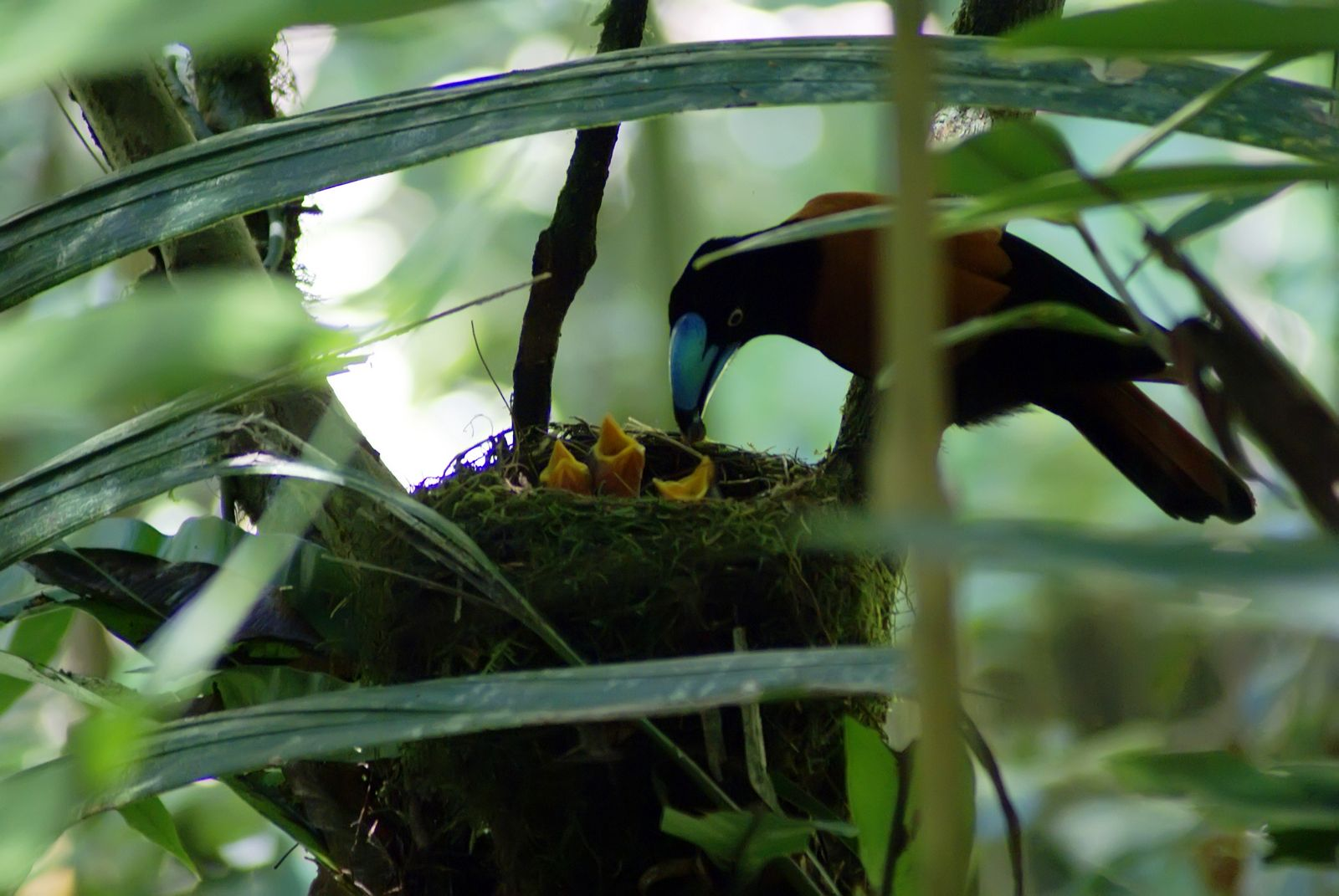
Küken im Nest fütternd

Helmvangas sind monogam und brüten zwischen Oktober und Januar. Am Nestbau sind beide Geschlechter beteiligt, das Gelege umfasst 2 – 3 rötlich-weiße Eier.

## Verbreitung und Lebensraum
Diese endemische Art gehört zur monotypischen Gattung Eryceros und lebt auf Madagaskar und ist dort beschränkt auf tropischen Regenwald unterhalb von 1200 m im Nordosten im Nationalpark Marojejy, Makira Naturalpark, Nationalpark Masoala und Nationalpark Andasibe-Mantadia.

## Gefährdungssituation
Der Bestand gilt als stark gefährdet (Endangered).